# Спенсер, Генри, 1-й граф Сандерленд
Генри Спенсер, 1-й граф Сандерленд, 3-й барон Спенсер из Уормлитона (англ. Henry Spencer, 1st Earl of Sunderland, Henry Spencer, 1st Earl of Sunderland, 3rd Baron Spencer of Wormleighton; 23 ноября 1620 — 20 сентября 1643) — английский дворянин, пэр и политик из рода Спенсер. Во время Английской гражданской войны сражался на стороне роялистов и погиб в Первой битве при Ньюбери. С 1636 по 1643 год известен как лорд Спенсер.

## Биография
Генри Спенсер родился в Элторпе, родовой резиденции Спенсеров в графстве Нортгемптоншир. Старший сын Уильяма Спенсера, 2-го барона Спенсера из Уормлитона (1591—1636), и леди Пенелопы Ризли (до 1598—1667), дочери Генри Ризли, 3-го графа Саутгемптона.
Был крещен 23 ноября 1620 года в церкви Грейт Брингтона. Он учился в Колледже Магдалены в Оксфорде, который окончил 31 августа 1636 года со степенью магистра искусств.
19 декабря 1636 года после смерти своего отца Генри Спенсер унаследовал титул 3-го барона Спенсера из Уормлитона.
Во время Гражданской войны в Англии Генри Спенсер сражался на стороне роялистов против восставшего парламента. В 1642 году он участвовал в битве при Эжхилле. 8 июня 1643 года в награду за его услуги Генри Спенсер получил от короля титул 1-го графа Сандерленда (титул стоил ему 3000 фунтов стерлингов). В августе 1643 года он принимал участие в осаде Глостера. 20 сентября 1643 года 22-летний лорд Спенсер был убит пушечным ядром в Первой битве при Ньюбери .

## Семья
20 июля 1639 года в Пенхерсте лорд Генри Спенсер женился на леди Дороти Сидни (1617—1684) , дочери Роберта Сидни, 2-го графа Лестера (1595—1677), и леди Дороти Перси (1598—1659). В этом браке родились трое детей:
- леди Дороти Спенсер (1640 — 16 декабря 1670), жена Джорджа Савиля, 1-го виконта Галифакса (1633—1695);
- Роберт Спенсер (5 сентября 1641 — 28 сентября 1702), 2-й граф Сандерленд (1643—1702);
- леди Пенелопа Спенсер (1642—1667), умерла незамужней.